# Цезар (зачіска)

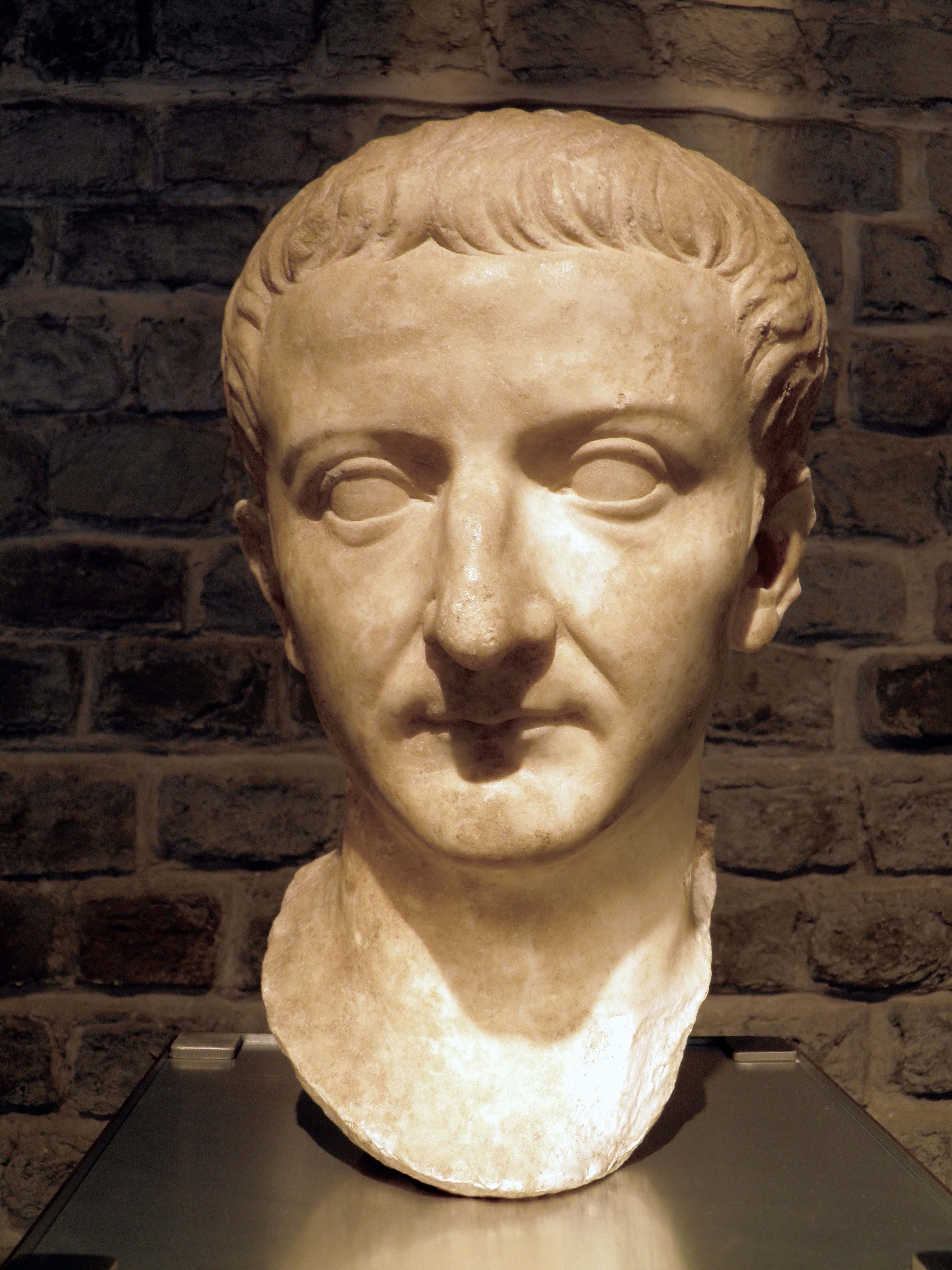
Юлій Цезар

Зачіска Цезар  - коротка чоловіча зачіска з чубчиком уперед. Її головна відмінність від інших зачісок у тому, що для неї волосся на маківці, ззаду та з боків підстригають під одну довжину. Ця особливість дозволяє виглядати акуратно, навіть якщо в особи неслухняне волосся .
На думку деяких перукарів найкраща  довжина волосся в зачісці цезар 4-5 см. Але все залежить від того, наскільки коротку стрижку ви хочете. Класична довжина – не менше 2,5 см.
Правильний чубчик для цезаря повинен формувати у чола півколо або пряму лінію. Окантовка скронь іноді нагадує геометричні фігури її роблять рівною та охайною .
Популярні варіації зачіски цезар відрізняються в першу чергу способом виконання та довжиною чубчика:
З чубчиком. Такий вид зачіски передбачає зняття за допомогою машинки волосся, яке розташоване в області скроні та на потилиці. На верхній частині голови волосся зістригають з використанням ножиць, зберігають при цьому невеликого чубчика.
Текстурований цезар. Цьому виду Цезаря характерне довге волосся в області тімені, а  волосся на потилиці стрижеться максимально коротко. 
Офісний цезар це досить стильний варіант, при якому волосся стрижеться з однаковою довжиною по всім сторонам, при цьому чубчик залишається коротким.
Короткий цезар. У даному випадку волосся підстригається так, що довжина не перевищує 1,5 см. При цьому волосся у цієї стрижки потрібно зачісувати назад.
.
На відміну від салату, чоловіча стрижка цезар справді отримала назву на честь легендарного полководця. За однією з версій, Гай Юлій Цезар став носити стрижку з чубчиком, покладеним уперед, щоб приховати залисини на лобі.